# Adonisea cumatilis
Adonisea cumatilis là một loài bướm đêm trong họ Noctuidae.